# Antonio Martínez Duimovich
Antonio Martínez Duimovich (Almería, 1854-Almería, 1899) fue un historiador, escritor y periodista español.

## Biografía
Nació en 1854. Natural de Almería, fue fundador de la Revista de Almería (1879) y autor de títulos como Origen y antigua grandeza de Almería (1884) y Literomanías (1887). Escribió para la prensa almeriense primero y posteriormente en algunas revistas de Madrid. En dichas colaboraciones aparecieron muchos estudios con su firma, entre los que se encontraron La novela contemporánea en España, artículos sobre canciones populares, Las letras en mi patria, De la poesía, Erratas célebres, Pensamientos, La Cervántico-manía, Ojeada á varias comedias de Calderón, Apuntes sobre los autos sacramentales de Calderón, Observaciones sobre los acentos en nuestro idioma, Voces españolas generalmente mal usadas, De algunos neologismos y diversas poesías. También escribió obras de carácter histórico como Escritores arábigo-almerienses, De la poesía entre los árabes, Sobre los reinos de Taifas, Almotasim y su corte, Almería árabe, Una conquista por Alfonso VII y Noticias de monedas árabes batidas en Almería además de iniciar un Catálogo crítico-bibliográfico de libros y artículos que deben consultarse para la «Historia de Almería», un Exámen de la obra «Almería Ilustrada», por Orbaneja y unos Apuntes para la historia del periodismo en Almería, estudios todos inéditos a comienzos de la década de 1880. Falleció en 1899 en Almería.